# Phare de Barry
Le phare de Barry (ou Barry Docks (en)) est un phare situé en bout du brise-lames du port Barryd dans le comté de Vale of Glamorgan, au sud du Pays de Galles.

## Histoire
Ce petit phare de port est une tourelle ronde en fonte de 9 m de haut érigée en 1890, avec galerie avec lanterne. L'édifice est peint en blanc et le dôme de la lanterne est rouge. D'un plan focal de 12 m, il émet un flash blanc rapide toutes les 2,5 secondes. Le port de Barry est situé a environ 15 km au sud-ouest de Cardiff. Il est géré directement par l'autorité portuaire de Barry.

### Lien connexe
- Liste des phares du Pays de Galles